# Def Jamaica (singel)
Def Jamaica to wydany 15 września 2003 singel. Promuje on składankę reggae, "Def Jamaica". Zawiera po trzy wersje piosenek: "Anything Goes" (CNN, Wayne Wonder i Lexxus) i "Top Shotter" (DMX, Sean Paul i Mr. Vegas).
"Top Shotter" zostało nagrane na soundtrack filmu z 1998, "Belly".

## Lista utworów

### Strona A
1. "Anything Goes" (Radio Mix)
2. "Anything Goes" (LP)
3. "Anything Goes" (Instrumental)

### Strona B
1. "Top Shotter" (Radio Mix)
2. "Top Shotter" (LP)
3. "Top Shotter" (Instrumental)